# Anna Maria del Palatinato-Neuburg
Anna Maria del Palatinato-Neuburg (Neuburg, 18 agosto 1575 – Dornburg, 11 febbraio 1643) è stata una nobile tedesca.

## Biografia
Era la primogenita di Filippo Luigi del Palatinato-Neuburg e di Anna di Jülich-Kleve-Berg.
Il 9 settembre 1591 a Neuburg sposò il duca Federico Guglielmo I di Sassonia-Weimar, vedovo di Sofia di Württemberg, assumendo quindi il titolo di duchessa.
Anna Maria rimase vedova il 7 luglio 1602 mentre era incinta di Federico Guglielmo, il quale quindi non conobbe mai il padre nascendo il 12 febbraio 1603.

## Discendenza
Anna Maria e Federico Guglielmo ebbero sei figli:
- Giovanni Filippo (1597 – 1639);
- Anna Sofia (3 febbraio 1598 – 20 marzo 1641), andata sposa a Carlo Federico I, duca di Münsterberg-Oels (1593 – 1647);
- Federico (12 febbraio 1599 – 25 ottobre 1625)[2];
- Giovanni Guglielmo (13 aprile 1600 – 2 dicembre 1632);
- Dorotea (26 giugno 1601 – 10 aprile 1675), andata sposa ad Alberto di Sassonia-Eisenach;
- Federico Guglielmo II (1603 – 1669).

## Ascendenza
|                                      |                       |                                    | Genitori                          |  |  | Nonni |  |  | Bisnonni                            |  |  | Trisnonni                             |  |
|                                      |                       |                                    |                                   |  |  |       |  |  | Luigi II del Palatinato-Zweibrücken |  |  | Alessandro del Palatinato-Zweibrücken |  |
|                                      |                       |                                    |                                   |  |  |       |  |  | Luigi II del Palatinato-Zweibrücken |  |  | Alessandro del Palatinato-Zweibrücken |  |
|                                      |                       | Margherita di Hohenlohe-Neuenstein |                                   |  |  |       |  |  | Luigi II del Palatinato-Zweibrücken |  |  |                                       |  |
| Volfango del Palatinato-Zweibrücken  |                       |                                    |                                   |  |  |       |  |  | Luigi II del Palatinato-Zweibrücken |  |  |                                       |  |
|                                      |                       | Elisabetta d'Assia                 | Guglielmo I d'Assia               |  |  |       |  |  |                                     |  |  |                                       |  |
|                                      |                       | Elisabetta d'Assia                 | Guglielmo I d'Assia               |  |  |       |  |  |                                     |  |  |                                       |  |
|                                      |                       | Elisabetta d'Assia                 | Anna di Braunschweig-Wolfenbüttel |  |  |       |  |  |                                     |  |  |                                       |  |
| Filippo Luigi del Palatinato-Neuburg |                       | Elisabetta d'Assia                 |                                   |  |  |       |  |  |                                     |  |  |                                       |  |
|                                      |                       | Filippo I d'Assia                  | Guglielmo II d'Assia              |  |  |       |  |  |                                     |  |  |                                       |  |
|                                      |                       | Filippo I d'Assia                  | Guglielmo II d'Assia              |  |  |       |  |  |                                     |  |  |                                       |  |
|                                      |                       | Filippo I d'Assia                  | Anna di Meclemburgo-Schwerin      |  |  |       |  |  |                                     |  |  |                                       |  |
| Anna d'Assia                         |                       | Filippo I d'Assia                  |                                   |  |  |       |  |  |                                     |  |  |                                       |  |
|                                      |                       | Cristina di Sassonia               | Ernesto di Sassonia               |  |  |       |  |  |                                     |  |  |                                       |  |
|                                      |                       | Cristina di Sassonia               | Ernesto di Sassonia               |  |  |       |  |  |                                     |  |  |                                       |  |
|                                      |                       | Cristina di Sassonia               | Elisabetta di Baviera             |  |  |       |  |  |                                     |  |  |                                       |  |
| Anna Maria del Palatinato-Neuburg    |                       | Cristina di Sassonia               |                                   |  |  |       |  |  |                                     |  |  |                                       |  |
|                                      | Giovanni III di Kleve | Giovanni II di Kleve               |                                   |  |  |       |  |  |                                     |  |  |                                       |  |
|                                      | Giovanni III di Kleve | Giovanni II di Kleve               |                                   |  |  |       |  |  |                                     |  |  |                                       |  |
|                                      | Giovanni III di Kleve | Matilde d'Assia                    |                                   |  |  |       |  |  |                                     |  |  |                                       |  |
| Guglielmo di Jülich-Kleve-Berg       | Giovanni III di Kleve |                                    |                                   |  |  |       |  |  |                                     |  |  |                                       |  |
|                                      |                       | Maria di Jülich-Berg               | Guglielmo di Jülich-Berg          |  |  |       |  |  |                                     |  |  |                                       |  |
|                                      |                       | Maria di Jülich-Berg               | Guglielmo di Jülich-Berg          |  |  |       |  |  |                                     |  |  |                                       |  |
|                                      |                       | Maria di Jülich-Berg               | Sibilla di Hohenzollern           |  |  |       |  |  |                                     |  |  |                                       |  |
| Anna di Jülich-Kleve-Berg            |                       | Maria di Jülich-Berg               |                                   |  |  |       |  |  |                                     |  |  |                                       |  |
|                                      |                       | Ferdinando I d'Asburgo             | Filippo I d'Asburgo               |  |  |       |  |  |                                     |  |  |                                       |  |
|                                      |                       | Ferdinando I d'Asburgo             | Filippo I d'Asburgo               |  |  |       |  |  |                                     |  |  |                                       |  |
|                                      |                       | Ferdinando I d'Asburgo             | Giovanna di Castiglia             |  |  |       |  |  |                                     |  |  |                                       |  |
| Maria d'Austria                      |                       | Ferdinando I d'Asburgo             |                                   |  |  |       |  |  |                                     |  |  |                                       |  |
|                                      |                       | Anna Jagellone                     | Ladislao II d'Ungheria            |  |  |       |  |  |                                     |  |  |                                       |  |
|                                      |                       | Anna Jagellone                     | Ladislao II d'Ungheria            |  |  |       |  |  |                                     |  |  |                                       |  |
|                                      |                       | Anna Jagellone                     | Elisabetta d'Asburgo              |  |  |       |  |  |                                     |  |  |                                       |  |
|                                      |                       | Anna Jagellone                     |                                   |  |  |       |  |  |                                     |  |  |                                       |  |